# Croix de Chavaux (metropolitana di Parigi)
Croix de Chavaux è una stazione della linea 9 della metropolitana di Parigi.
Si trova nel comune di Montreuil.

## La stazione
La stazione è situata sotto la place de la Croix de Chavaux (detta anche place Jacques Duclos).

### Origine del nome
Il termine «chavaux» è una deformazione della parola «cheval». In questo punto si incontrano quattro strade che provengono rispettivamente da Parigi, Rosny-sous-Bois, Bagnolet e Vincennes. Anticamente, in questo punto, esisteva una stazione di posta in cui avveniva il cambio dei cavalli delle diligenze postali. Il termine «croix» mutua invece dalla forma dell'incrocio o molto probabilmente dalla presenza di una croce monumentale.

## Interconnessioni
- Bus RATP - 102, 115, 122, 127
- Noctilien - N16, N34